# James Shaw (cyclisme)
Pour les articles homonymes, voir James Shaw et Shaw.
James Callum Shaw, né le 13 juin 1996 à Nottingham, est un coureur cycliste britannique, membre de l'équipe EF Education-EasyPost.

## Biographie
James Shaw commence le cyclisme à l'âge de six ans, au club de Heanor Clarion. En 2014, il remporte, en Belgique, Kuurne-Bruxelles-Kuurne juniors et le Circuit Het Nieuwsblad juniors. L'année suivante, il est recruté par l'équipe belge Lotto-Soudal U23, réserve espoirs de l'équipe professionnelle du même nom. En 2016, il est troisième du championnat de Grande-Bretagne sur route espoirs, derrière Tao Geoghegan Hart et Christopher Lawless. Durant l'été, il intègre l'équipe Lotto-Soudal en tant que stagiaire. À l'issue de cette période, cette équipe l'engage en tant que coureur professionnel, pour deux ans. 
Début 2019, il est engagé par l'équipe continentale britannique Swift Carbon Pro Cycling.
Shaw participe en 2023 à son premier Tour de France. Il y est contraint à l'abandon durant la quatorzième étape à la suite d'une chute qui lui cause notamment une commotion cérébrale.

## Palmarès
- 2013
  - 2e du championnat de Grande-Bretagne de l'américaine juniors
- 2014
  - Kuurne-Bruxelles-Kuurne juniors
  - Circuit Het Nieuwsblad juniors
- 2016
  - Champion de Belgique du contre-la-montre par équipes
  - 3e du championnat de Grande-Bretagne sur route espoirs
  - 3e de la Flèche ardennaise
- 2018
  - 10e du championnat du monde sur route espoirs
- 2019
  - Tour of the Reservoir :
    - Classement général
    - 2e étape

  - Ryedale Grand Prix
  - 2e du Lancaster Grand Prix
- 2021
  - 3e du championnat de Grande-Bretagne du contre-la-montre
- 2023
  - 2e de la Semaine internationale Coppi et Bartali
- 2025
  - 3e du Région Pays de la Loire Tour

## Résultats sur les grands tours

### Tour de France
1 participation
- 2023 : abandon (14e étape)

### Tour d'Italie
1 participation
- 2025 : 76e

### Tour d'Espagne
2 participations
- 2022 : 87e
- 2024 : 98e

## Classements mondiaux
| Année                                 | 2016  | 2017  | 2018  | 2019 | 2020  | 2021 | 2022 | 2023 | 2024  |
| ------------------------------------- | ----- | ----- | ----- | ---- | ----- | ---- | ---- | ---- | ----- |
| UCI World Tour                        | nc    | 356e  | 352e  |      |       |      |      |      |       |
| Classement mondial                    | 1099e | 1461e | 1068e | 608e | 1364e | 303e | 441e | 379e | 1328e |
| UCI Europe Tour                       | 743e  | 1332e | 1393e | 459e | 1033e | 256e | 352e | nc   | nc    |
|                                       |       |       |       |      |       |      |      |      |       |
| Légende : nc = non classéSource : UCI |       |       |       |      |       |      |      |      |       |